# Bataille de Mers el-Kébir (1507)
Conflits algéro-hispaniques
La bataille de Mers el-Kébir a eu lieu en 1507 entre l'Empire espagnol et le royaume zianide de Tlemcen, près et autour de Mers el-Kébir.

## Contexte
La ville de Mers el-Kébir a été capturée par les forces espagnoles en 1505 dans le but de stopper la piraterie barbaresque,. Son maintien nécessitait des coûts élevés, car une invasion imminente du royaume local de Tlemcen était redoutée. Pour compenser cette menace, Pedro Navarro mena plusieurs raids contre les villes zayyanides, capturant la population et s'emparant de leurs richesses. La ville de Mers el-Kébir accumula ainsi d'importantes ressources grâce à ces attaques et continua à en lancer de plus en plus, avec un nombre croissant de soldats. Bien sûr, Abu Abdullah V ne pouvait pas tolérer de telles incursions sur son territoire. Après avoir consulté plusieurs de ses commandants, notamment Ahmed Bin Ghanem, gouverneur de Beni Rached, et Abu Abdullah Muhammad Ibn al-Sheikh al-Hajj, un cheikh de Tlemcen, il décida de rassembler une armée de tribus fidèles venant de tout le pays, y compris les tribus de Beni Rached, dirigées par Ahmed. Ignorant ces préparatifs, Pedro Navarro commença à organiser l'un de ses plus grands raids, avec plus de 3 000 soldats.

## Bataille
En 1507, Pedro Navarro lança un raid au cœur du Maghreb central, pillant trois villages près de Mers el-Kébir et écrasant la résistance menée par un chef tribal local. Il captura plus de 1 500 Maures qu’il comptait vendre comme esclaves, ainsi que plus de 4 000 têtes de bos taurus. Les tribus vaincues rapportèrent cet assaut au commandant local de la dynastie Zayyanide, qui en informa l'armée centrale à Tlemcen. Ce dernier lança une embuscade contre les pillards espagnols, mais se retira après avoir subi quelques pertes. L'armée zianide principale arriva à temps et, après avoir localisé leurs adversaires espagnols, commença à organiser une embuscade contre eux.
Dans le camp espagnol, les captifs étaient faiblement gardés, tandis que les Espagnols célébraient une nouvelle victoire sans accroc. Les Zayyanides, après avoir reçu des renforts du sud sous le commandement de Bin Ghanem et des tribus locales, rassemblèrent plus de 11 000 cavaliers. Cependant, la majorité de ces troupes étaient issues des tribus et même l'armée zayyanide principale disposait d’un équipement obsolète, contrairement aux Espagnols qui étaient désormais équipés de mousquets.
Néanmoins, l’embuscade prit les Espagnols totalement au dépourvu, car ils ne s’attendaient pas à affronter une armée aussi nombreuse. Environ un millier de soldats espagnols parvinrent à s’échapper, tandis que le reste fut massacré ou capturé. Les survivants ne purent se réorganiser et tentèrent de se replier vers le fort de Mers el-Kébir. Cette bataille constitua une lourde défaite pour l’Espagne, qui fut accablée à la fois par le soleil impitoyable d’Afrique du Nord et par le nombre écrasant d’ennemis.
En apprenant cette nouvelle, Ferdinand II d'Aragon, craignant la perte de Mers el-Kébir, envoya plusieurs escadres de galères remplies de troupes et de ravitaillement vers la ville. Malgré ces précautions, les Zayyanides n’attaquèrent pas la cité et se replièrent finalement vers Tlemcen.

## Conséquences
À la suite de cette défaite, l'Espagne fut confinée à Mers el-Kébir jusqu'en 1509, lorsqu'elle attaqua Oran, remportant une grande victoire. La guerre fut finalement gagnée par l'Espagne en 1512, lorsque le sultanat zayyanide devint vassal de la couronne aragonaise. Cependant, cette soumission ne dura pas longtemps, car Abû Zayyan III reprit Tlemcen à son frère Abu Abdallah VI et s'opposa à l'Espagne avec sa garnison composée de contingents arabo-berbères et de soldats espagnols.

## Sources et références
- (en) Cet article est partiellement ou en totalité issu de l’article de Wikipédia en anglais intitulé « Battle of Mers-el-Kébir (1507) » (voir la liste des auteurs).

### Sources
- (es) Cesáreo Fernández Duro, Armada Española (desde la unión de los reinos de Castilla y Aragón. Tomo I, 1476-1559), Madrid, Imprenta Real, 1895 (lire en ligne)
- (es) Gregorio Sánchez Doncel, Presencia de España en Orán, 1509-1792, Toledo, Estudio Teológico de San Ildefonso, 1991 (ISBN 84-600-7614-8)